# Vito Scotti
Vito Scotti, nome d'arte di Vito Giusto Scozzari (San Francisco, 26 gennaio 1918 – Woodland Hills, 5 giugno 1996), è stato un attore statunitense, di origini italiane.

## Biografia
Italoamericano, ha spesso ricoperto il ruolo di caratterista in film importanti come Il colonnello Von Ryan (1965) e Il padrino (1972). Per la televisione ha partecipato a serie televisive come La famiglia Addams, Colombo e Cuori senza età (nell'episodio del 1988, Rose's Big Adventure) e spettacoli di varietà (The Dick Van Dyke Show). Ha inoltre prestato la sua voce per doppiare, nella versione originale, il gatto italiano Peppo ne Gli Aristogatti (1970). È morto il 5 giugno 1996 a causa di un cancro all'età di 78 anni.

## Filmografia parziale

### Attore

#### Cinema
- Sabaka - Il demone del fuoco (Sabaka), regia di Frank Ferrin (1954)
- La conquista dello spazio (Conquest of Space), regia di Byron Haskin (1955)
- Pagare o morire (Pay or Die), regia di Richard Wilson (1960)
- Il padrone del mondo (Master of the World), regia di William Witney (1961)
- Due settimane in un'altra città (Two Weeks in Another Town), regia di Vincente Minnelli (1962)
- Una fidanzata per papà (The Courtship of Eddie's Father), regia di Vincente Minnelli (1963)
- Il patto dei cinque (Dime with a Halo), regia di Boris Sagal (1963)
- Capitan Newman (Captain Newman, M.D.), regia di David Miller (1963)
- Monsieur Cognac (Wild and Wonderful), regia di Michael Anderson (1964)
- Rio Conchos, regia di Gordon Douglas (1964)
- Mentre Adamo dorme (The Pleasure Seekers), regia di Jean Negulesco (1964)
- Il colonnello Von Ryan (Von Ryan's Express), regia di Mark Robson (1965)
- L'affare Blindfold (Blindfold), regia di Philip Dunne (1965)
- Papà, ma che cosa hai fatto in guerra? (What Did You Do in the War, Daddy?), regia di Blake Edwards (1966)
- Il carnevale dei ladri (The Caper of the Golden Bulls), regia di Russell Rouse (1967)
- I pericoli di Paolina (The Perils of Pauline), regia di Herbert B. Leonard (1967)
- Guerra, amore e fuga (The Secret War of Harry Frigg), regia di Jack Smight (1968)
- Fiore di cactus (Cactus Flower), regia di Gene Saks (1968)
- Uffa papà quanto rompi! (How Sweet It Is!), regia di Jerry Paris (1968)
- Boatniks - I marinai della domenica (The Boatniks), regia di Norman Tokar (1970)
- Il padrino (The Godfather), regia di Francis Ford Coppola (1972)
- Due ragazzi e un leone (Napoleon and Samantha), regia di Bernard McEveety (1972)
- Herbie il Maggiolino sempre più matto (Herbie Rides Again), regia di Robert Stevenson (1974)
- Il fantabus (The Big Bus), regia di James Frawley (1976)
- The Nude Bomb, regia di Clive Donner (1980)
- Herbie sbarca in Messico (Herbie Goes Bananas), regia di Vincent McEveety (1980)
- Palle in canna (Loaded Weapon 1), regia di Gene Quintano (1993)
- Get Shorty, regia di Barry Sonnenfeld (1995)

#### Televisione
- Life with Luigi – serie TV, 1 episodio (1953)
- Celebrity Playhouse – serie TV, episodio 1x16 (1956)
- Westinghouse Desilu Playhouse – serie TV, episodio 1x10 (1959)
- Rescue 8 – serie TV, episodio 1x26 (1959)
- Sugarfoot – serie TV, episodio 2x18 (1959)
- Peter Gunn – serie TV, episodi 1x28-2x05-2x10 (1959)
- Scacco matto (Checkmate) – serie TV, episodio 1x10 (1960)
- General Electric Theater – serie TV, episodio 8x18 (1960)
- Avventure in paradiso (Adventures in Paradise) – serie TV, episodio 2x01 (1960)
- Johnny Staccato – serie TV, episodio 1x24 (1960)
- Mr. Lucky – serie TV, episodio 1x34 (1960)
- Ai confini della realtà (The Twilight Zone) – serie TV, 2 episodi (1960-1962)
- Surfside 6 – serie TV, episodi 1x03-1x19-2x15 (1960-1962)
- Outlaws – serie TV, episodio 1x15 (1961)
- Thriller – serie TV, episodio 2x09 (1961)
- The Investigators – serie TV, episodio 1x08 (1961)
- The Dick Powell Show – serie TV, episodi 1x06-2x14 (1961-1963)
- Gli uomini della prateria (Rawhide) – serie TV, episodio 4x13 (1962)
- Corruptors (Target: The Corruptors) – serie TV, episodio 1x27 (1962)
- Follow the Sun – serie TV, episodio 1x30 (1962)
- The Wide Country – serie TV, episodio 1x24 (1963)
- The Gallant Men – serie TV, episodio 1x19 (1963)
- G.E. True – serie TV, episodio 1x26 (1963)
- Going My Way – serie TV, episodio 1x23 (1963)
- La grande avventura (The Great Adventure) – serie TV, episodio 1x12 (1964)
- La legge del Far West (Temple Houston) – serie TV, episodio 1x21 (1964)
- Vita da strega (Bewitched) – serie TV, episodio 1x35 (1965)
- Il virginiano (The Virginian) – serie TV, episodio 4x08 (1965)
- The Wackiest Ship in the Army – serie TV, episodio 1x29 (1966)
- Selvaggio west (The Wild Wild West) – serie TV, episodio 2x14 (1966)
- Rango – serie TV, episodio 1x11 (1967)
- Gli eroi di Hogan (Hogan's Heroes) – serie TV, episodio 4x25 (1969)
- Get Smart – serie TV, episodi 1x01-5x24 (1965-1970)
- Agenzia U.N.C.L.E. (The Girl from U.N.C.L.E.) – serie TV, episodio 1x19 (1967)
- Colombo (Columbo) – serie TV, 6 episodi (1973-1989)
- La donna bionica (The Bionic Woman) – serie TV, episodi 1x11-2x02 (1976)
- Fantasilandia (Fantasy island) – serie TV, episodio 3x02 (1979)
- Charlie's Angels – serie TV, episodio 4x18 (1980)
- CHiPs – serie TV, episodio 6x15 (1983)

### Doppiatore
- Gli Aristogatti (The Aristocats), regia di Wolfgang Reitherman (1970)

## Doppiatori italiani
Nelle versioni in italiano delle opere in cui ha recitato, Vito Scotti è stato doppiato da:
- Ferruccio Amendola in Una fidanzata per papà, Il colonnello von Ryan
- Sergio Tedesco in L'affare Blindfold
- Gil Baroni in Due ragazzi e un leone[1]
- Gastone Pescucci in Happy Days
- Nino Scardina in Herbie sbarca in Messico
- Gianni Marzocchi in Charlie's Angels
- Silvio Anselmo in CHiPs
- Franco Mannella ne Il padrino (ridoppiaggio)
- Valentino Apa in Get Smart (ep. 1x01, ridoppiaggio)[2]

Da doppiatore è sostituito da:
- Nino Scardina ne Gli Aristogatti[3]